# Flugplatz Müllheim

i7
i11
i13
Der Flugplatz Müllheim (ICAO-Code: EDSM) liegt nördlich der Stadt Müllheim im Markgräflerland im Landkreis Breisgau-Hochschwarzwald. Er wird vom Markgräfler Luftsportverein e. V. Müllheim betrieben.

## Geografie
Der Flugplatz liegt ungefähr in der Mitte zwischen der Stadt Müllheim und den Teilorten Hügelheim, Dattingen und Zunzingen. Landschaftlich liegt der Flugplatz im Zentrum des Markgräflerlandes in der westlichen Vorbergzone des Oberrheingrabens am Südschwarzwald auf einer Höhe von 290 m ü. NN. In Richtung Osten steigt das Gelände rasch auf etwa 700 m an. Im weiteren Verlauf erhebt sich der Belchen bis auf 1414 m. In Richtung Westen blickt man in das Rheintal und nach Frankreich.

## Geschichte
Der Luftsportverein wurde 1951 gegründet und betreibt seitdem den Flugplatz, der ursprünglich als Segelfluggelände genehmigt wurde. Das Segelfluggelände wurde am 21. April 2023 in einen Sonderlandeplatz umgewandelt.

## Flugplatz und Ausstattung
Der Flugplatz Müllheim verfügt über eine 630 Meter lange Start- und Landebahn aus Gras (Richtung 16/34). Er darf von Flugzeugen bis 2000 kg maximales Startgewicht, Motorseglern, Segelflugzeugen, Luftsportgeräten (außer Tragschraubern, Motorschirmen und Fallschirmspringern) und Ballonen benutzt werden. Die zugelassenen Startarten sind Windenstart, Gummiseilstart, Flugzeugschlepp und Eigenstart. Landungen und Starts von Luftfahrzeugen, die nicht am Flugplatz beheimatet sind, bedürfen einer Zustimmung des Platzhalters (PPR). Der Flugplatz besitzt einen Hangar.

## Verkehr
Der Flugplatz ist von Müllheim aus über die Landstraße L 125 zu erreichen.